# Ana Rosa Flores
Ana Rosa (Anita) Flores Quiroz (o Anita Flores Watson) (1953) es una botánica chilena.

## Biografía
Se tituló de la Universidad de Chile, sede La Serena,  con una revisión del género Puya de la Región de Coquimbo. Desde segundo medio mostraba interés por recolectar y herborizar plantas. Ha realizado numerosas publicaciones sobre taxonomía de plantas nativas. 
Está casada con su colega John M. Watson (1935 ), poseyendo la empresa de criadero botánico "Flores & Watson Seeds". Han realizado variados viajes de recolección de especímenes por Bolivia, Argentina, y Chile

## Algunas publicaciones
- john michael Watson, ana rosa Flores. 2009. A new and rare rosulate species of Viola (Violaceae) from Argentina. Phytotaxa 2: 19–23

- La abreviatura «A.R.Flores» se emplea para indicar a Ana Rosa Flores como autoridad en la descripción y clasificación científica de los vegetales.[4]